# Archipines macrospilota
Archipines macrospilota es una especie de coleóptero de la familia Endomychidae.

## Distribución geográfica
Habita en Brasil y Perú.